# Władysław Konopczyński
 (juillet 2021).
Si vous disposez d'ouvrages ou d'articles de référence ou si vous connaissez des sites web de qualité traitant du thème abordé ici, merci de compléter l'article en donnant les références utiles à sa vérifiabilité et en les liant à la section « Notes et références ».
Władysław Konopczyński, né le 26 novembre 1880 à Varsovie et mort le 12 juillet 1952 à Ojców, est un historien polonais.

## Jeunesse
Il est le fils d’Ignacy et de Ludwika, née Obrąpalski. Ses années de prime jeunesse, il les passe dans les villes de Łódź et Radom. Durant 1889-1891, il reçoit, avec son frère Zygmunt, une solide formation à l’« École normale » de Wojciech Górski à Varsovie. En 1881, il change d’établissement scolaire et continue ses études au Lycée philologique nº IV, toujours à Varsovie. Dès sa sixième année de scolarité, il fait partie d’un cercle d’autodidactes clandestins, où il est bibliothécaire, enseignant et examinateur d’histoire de Pologne. En 1899, il obtient son baccalauréat avec mention très bien et médaille d’argent. Il commence ses études supérieures à la Faculté de droit de l’Université de Varsovie, russe à l’époque. 
En 1904, il termine ses études universitaires avec le titre de « candidat aux sciences juridiques et politiques », ayant rédigé un mémoire intitulé Considérations sur les origines du liberum veto. Un peu plus tôt, il accomplit son service militaire d’un an (1903-1904), dans la 3e Brigade de garde-artilleur. Après le début des hostilités de la guerre russo-japonaise, il fait semblant d’être malade, ne voulant pas être envoyé sur le front de Mandchourie. Exempté de la conscription, il consacre son temps à la rédaction d’un livre intitulé: La Pologne durant la Guerre de Sept Ans.
En 1903, grâce à l’initiative de Tadeusz Korzon (en), il fait connaissance de Szymon Askenazy, fondateur de l’École d’études historiques de l’Université de Lwów. Dès leur premier entretien, celui-ci propose à Konopczyński d’écrire un traité sur l’histoire des temps modernes. Le jeune historien choisit le XVIIIe siècle, la fin du règne du roi Auguste III de Saxe. En 1904, il entreprend, résidant à Lwów, une recherche dans les manuscrits des bibliothèques de la noblesse polonaise, celles des Dzieduszycki, Ossoliński, Pawlikowski et Baworowski. Il part ensuite pour Vienne, puis séjourne à Dresde, où il passe son temps dans les archives de la ville. Les quêtes qui suivent sont prestigieuses: manuscrits de la Bibliothèque Nationale de France, de la Bibliothèque Polonaise de Paris, puis la Bibliothèque du British Museum de Londres. Ces deux mois de voyages d’études se terminent aux archives royales de Copenhague.
En 1906, Konopczyński retourne à Varsovie. Il y arrive, juste après les événements révolutionnaires de 1905. Il travaille alors comme enseignant d’histoire à l’école de son oncle paternel, Emilian Konopczyński. Grâce à Korzon, il donne des conférences à la Société des Cours Scientifiques, qui vient juste d’être fondée.
À l’automne 1907, il se rend à Lwów, où à part la participation au séminaire d’Askenazy, il suit les cours d’historiens de renom, tels que Ludwik Finkiel, Bronisław Dembiński, Józef Kallembach, ainsi que ceux du philosophe Kazimierz Twardowski. En 1908, il entame une procédure administrative pour débuter une thèse, ce qui ne lui posera aucune difficulté, vu les quatre imposantes dissertations historiques déjà rédigées. Après une année d’intenses études, il achève son doctorat, dont le contenu constituera la première partie d’un remarquable écrit historiographique: La Pologne à l’époque de la Guerre de Sept Ans, éditée par les soins de Szymon Askenazy; ces travaux feront partie d’une série éditoriale portant le titre de Monographies des temps modernes. Le travail de Konopczyński reçoit les appréciations favorables de Bronisław Dembiński et Ludwik Finkiel. Lors des examens finaux d’histoire universelle, d’histoire de Pologne et de philosophie, Konopczyński obtient la mention d’excellence. La cérémonie d’accession au doctorat se déroule le 16 novembre 1908 à l’université François Ier de Lwów.
Dès l’acquisition du dit titre universitaire, il part pour Cracovie, voulant poursuivre son cursus universitaire et préparer l’agrégation. En janvier 1911, à l’université Jagellonne, il entame une procédure visant l’obtention de l’agrégation, sur la base de la deuxième partie de son étude: La Pologne durant la Guerre de Sept Ans, ainsi que de nombreux autres articles et publications. Le 27 avril 1911,  se tient le colloque  d’admission à l’agrégation. Les rapporteurs sont: les professeurs Wacław Tokarz et Wacław Sobieski. L’exposé final du futur agrégé est prononcé le 29 avril 1911 et s’intitule: L’Angleterre et le déclin de la Pologne avant le premier démembrement. Le jeune historien est brillant, érudit et fait preuve d’un remarquable savoir-faire scientifique. Le 26 mai 1911. Le Conseil de la Faculté de Philosophie, décerne à Władysław Konopczyński, le grade de veniam legendi, dans le domaine de l’histoire moderne, décision approuvée, le 2 août 1911, par le Ministère de l’Éducation et des Cultes de l’Empire Austro-Hongrois. 
Dès 1911, Konopczyński en tant que professeur agrégé se lie à l’université Jagellonne. Son but premier sera de rassembler les documents qui lui serviront aux travaux historiques présents et futurs. Dans les années 1912-1913, mis à part les recherches dans les archives polonaises, il se rend à Londres, St.Pétersbourg, Stockholm, Copenhague, Berlin, Dresde, Marburg, Paris, Munich, Vienne, Moscou et Kiev. Cette quête donne naissance à l’œuvre de sa vie, véritable monument historique: La Confédération de Bar, édité vingt-cinq années plus tard et considérée comme l’œuvre de sa vie.

## Première Guerre mondiale
Au moment de l’éclatement de la Première guerre mondiale, Konopczyński se trouve dans la ville de Gdynia, d’où il sera expulsé vers la Suède. Lors de sa déportation, le professeur oublie ses affaires personnelles, mais n’omet pas de sauvegarder une valise remplie de documents et notes sur la Confédération de Bar. Il reste en Scandinavie pendant une année et demie, y travaillant dans les archives. Ces travaux porteront des fruits en des publications sur les relations polono-suédoises et polono-danoises. L’historien revient à Cracovie en février 1916. 
Janvier 1917, le jeune Konopczyński voit s’ouvrir devant lui la possibilité d’obtenir un poste à l’université Jagellonne. La rivalité pour l’obtention de cette chaire se déroule en premier avec Wacław Tokarz, puis avec Oskar Halecki, Ludwik Kolankowski et Stanisław Zakrzewski. Le 10 juillet 1917, après une discussion mouvementée du Conseil de la Faculté de Philosophie, une décision en faveur de Konopczyński est prise.

## Cursus scientifique
Mis à part le domaine didactique, Konopczyński se consacre avec passion à divers travaux scientifiques. Dans son immense acquis historiographique, la part la plus importante préparée durant vingt-cinq années de l’entre-deux-guerres (positon déjà mentionnée), s’intitule La Confédération de Bar (t. 1-2, 1936-1938). Autour de cette immense monographie voient le jour des publications mineures, ainsi que d’autres textes source, dont les mémoires de Wojciech Mączeński (1911), Teofila Sapiecha , née Jabłonowska (1914) et ceux de Stanisław Lubomirski (1925), accompagnés de recueils de textes: Politique et régime général de la Confédération de Bar (1928) et Documents sur les actes de la guerre des Confédérés 1768-1774 (1931) et  Confédération de Bar. Choix de textes (1928). Un article paru en 1934, dans la « Revue historique trimestrielle », intitulé Registre des textes source sur la Confédération de Bar, reste aujourd’hui encore grandement apprécié. En marge des travaux monographiques prioritaires, voit le jour une remarquable biographie de Kazimierz Puławski, commandant les insurgés de la Confédération de  Bar (1931). Elle sera traduite en anglais et éditée aux États-Unis.
Une des options dans les recherches que fait Konopczyński,  se rapporte à la politique étrangère de la Pologne au XVIIe et XVIIIe siècles. Durant l’entre-deux-guerres, il publie des œuvres comme: Pologne et Suède et Pologne et Turquie. Les notions juridico-étatiques sont commentées dans Genèse et fondements du Conseil Permanent (1917), œuvre datant des débuts éditoriaux de l’auteur, mais considérée par bon nombre de chercheurs comme la plus mature de tous les travaux de Konopczyński. On peut aussi y associer la biographie de Stanisław Konarski (1926), comme faisant partie de cette même catégorie, vu l’importance des idées politiques et constitutionnelles de l’éminent prêtre piariste. Est toujours d’une actualité pertinente l’essai: Histoire du parlementarisme britannique (1923), ainsi que l’étude: Le gouvernement et le Sejm dans l’ancienne République de Pologne (1930). Il faut ajouter à cela quelques ébauches mineures sur la politique et les types de régimes, que l’auteur a réunis dans un volume intitulé: De Sobieski à Kościuszko. Essais, détails et épigrammes historiques (1921).
Déjà en tant qu’agrégé, Konopczyński, veut coordonner l’ensemble des travaux historiques en cours sur l’histoire de la Pologne. Il y consacre  un long article: Histoire des écrits historiques à l’étranger et chez nous (1916). Malgré la volonté d’aider ses collègues, offre mainte fois répétée, aucun réponse n’est venue. Le savant ne se dérobe point, dès qu’il s’agit de travailler en commun et participe à l’écriture de synthèses telles que: La Pologne dans la culture universelle (1918), La Grande Pologne et le passé (1926), La Poméranie et les terres de Chełmno (1927), Encyclopaedia of the Social Sciences (1933), Pologne - Suisse (1938), Repetorium der diplomatischen Vertreter aller Länder (t. II, 1936). En 1924, il publie quatre cahiers de textes source pour les collégiens: Règne de Jean Casimir, L’époque des Saxons en Pologne, La Pologne pendant les guerres turques, Le règne de Stanislas Auguste Poniatowski. Mis à part les travaux mineurs, rédigés avec Oskar Halecki, Wacław Sobieski et Józef Krajewski, il participe personnellement comme auteur aux publications: Histoire politique de la Pologne de 1648 à 1775 (1923). En 1938, il s’engage dans la plus grande entreprise historique de cette période, l’édition de la Grande Encyclopédie Universelle, où il rédige la partie se rapportant à l’absolutisme royal, de 1648 à 1788. Sa dernière œuvre maîtresse, rédigée avant la Seconde guerre mondiale, est: Histoire de la Pologne moderne (1936).
Un grand mérite lui est dû pour avoir initié et commencé la publication du Dictionnaire biographique polonais, la plus importante œuvre écrite par plusieurs historiens, en rapport à l’historiographie polonaise de l’entre-deux-guerres. En 1930, sous le patronage de l’Académie polonaise des arts et des sciences, est constitué un comité provisoire veillant à sa rédaction, avec Konopczyński comme président. L’intention du savant n’est point la création d’une monographie, mais la mise en valeur des faits historiques primordiaux, avec un ensemble de textes source pour chaque personnage, ce qui  permettra au lecteur d’approfondir lui-même ses recherches. Dès 1934, Konopczyński en est  le rédacteur en chef et commence à rassembler les biogrammes du premier volume, contenant par ordre alphabétique les mots-souches, commençant par les lettres A et B. Il projette la rédaction de vingt mille « curriculum vitae » en vingt volumes, publiés sur vingt ans.

## Activités socio-politiques
Dès son plus jeune âge, Konopczyński  fait preuve d’un grand intérêt pour tout ce qui a trait à la politique et ne cache pas ses idées supra-polonaises (pol: wszechpolskie), c’est-à-dire nationales. En étudiant à l’université de Varsovie, alors sous domination russe, il participe aux travaux d’une organisation appelée « Aide fraternelle », dirigée par des jeunes et liée au Cercle de la Jeunesse Polonaise « Zet ». Bien qu’il ne fasse pas formellement partie du « Zet », il participe à ses réunions clandestines, où il présente des exposés sur l’histoire de la Pologne. Après ses études, il se consacre uniquement aux travaux scientifiques. Il revient à la politique vers la fin de la Première guerre mondiale, partisan convaincu des nationaux-démocrates et opposé aux activistes sévissant alors à Cracovie. Ce n’est que vers la fin de 1917, après bien des hésitations et discussions avec Franciszek Bujak, qu’il se rallie au cercle clandestin de la Ligue nationale polonaise (pl), où il est commissaire, après la démission de Stefan Rowiński. Par la suite, il y siège au comité central jusqu’en 1927, date de la dissolution de la Ligue.
En mai 1918, Konopczyński participe à un important congrès international à Prague : La Conférence Slave. En novembre de la même année, en tant que membre de la Commission polonaise de liquidation, il  intervient directement au quartier général des alliés occidentaux à Belgrade, demandant qu’ils interviennent militairement à Lwów, alors assiégée par les Ukrainiens. Lors des pourparlers avec le général Paul Henrys, il exige une occupation alliée de Lwów, Stanisławów, Stryj et Borysław. Malgré une discussion constructive, le général ne donne pas son accord à l’envoi de forces armées françaises en Pologne, prétextant ne disposer que de maigres unités et manquant de moyens de communication avec Lwów. De février à juin 1919, le savant prend part  - aux côtés des vainqueurs - à la Conférence de Paris, en tant qu’expert du bureau polonais auprès de la Conférence. Il s’occupe des questions historico-juridiques et de la préparation des publications du Comité Polonais. Il se rend compte, que le groupe d’experts et de conseillers arrivés aux bords de la Seine, en février 1919, n’a pas de grand impact sur le programme de la délégation polonaise qui détermine le futur territoire polonais, celui-ci ayant été rédigé bien avant par des personnalités du Comité National Polonais, avec à sa tête Roman Dmowski. Lors de la guerre polono-bolchévique, Konopczyński se porte volontaire pour servir dans l’armée et devient instructeur d’artillerie en arrière-ban d’une garnison de Cracovie.
Deux ans auparavant, le 8 octobre 1918, il devient membre du Parti National Démocrate, dont les activités ont maintenant lieu au grand jour.
En tant qu’éminent historien et publiciste ayant acquis une certaine notoriété, Konopczyński collabore avec les journaux et revues de droite, tels que L’an polonais, La voix de la Nation, Le journal de Pologne, La pensée nationale, Le courrier de Poznań, Le courrier de Lwów,  Le courrier de Varsovie et la Revue supra-polonaise. Outre ses convictions antigermaniques et nationales, résultat de sa formation universitaire, son engagement dans la politique ne cesse de croître, car il fait personnellement connaissance avec des sommités telles que Roman Dmowski, Marian Seyda, Stanisław Grabski, Stanisław Głąbiński, Stefan Dąbrowski, Stanisław Kozicki, Władysław Kucharski et Roman Rybarski. Il rend plusieurs fois visite à Roman Dmowski à Varsovie et à Chludów, où tous deux discutent de politique, d’histoire et de questions sociales.
Le 5 novembre 1922, Konopczyński est élu député de l’Union Chrétienne Nationale, après que Korfanty se désiste de son mandat. Il entre au Sejm aux côtés de Henryk Mianowski, lui aussi candidat des chrétiens démocrates. Le 17 novembre, après un recomptage des voix lors de la réunion du comité électoral,  Stanisław Rymar reçoit l’historien  officiellement en tant que député. Après cette élection, Konopczyński s’inscrit au club parlementaire de l’Union Nationale populaire et devient président du cercle cracovien. Le savant est parfaitement conscient, qu’étant pas l’un des dirigeants du club, il n’aura qu’une faible influence sur la stratégie parlementaire. Cependant, lors de ses activités au Parlement polonais, il réussit à faire voter plusieurs lois en rapport avec l’éducation, les droits d’auteur, l’octroi d’anciens  locaux du Parlement à l’Université de Lwów, ainsi que sur les associations politiques. Il collabore à la formulation de nombreuses lois, dont celle sur les bourses pour étudiants.
Le 1 décembre 1922, a lieu une session honorifique du Sejm, durant laquelle les députés des cercles nationaux et populaires élisent Maciej Rataj comme Président du Parlement et, Wojciech Trąpczyński, Président du Sénat. Cette alliance ne dure pas longtemps, car dès le 9 décembre 1922,  les députés du mouvement populaire, pendant l’élection parlementaire du Président de la République, se prononcent pour la candidature de Gabriel Narutowicz, et non pour Maurycy Zamojski, soutenu par les nationaux démocrates. Konopczyński est choqué et consterné par le manque de loyauté et leur choix de Narutowicz. Jour après jour, la tension ne cesse de croître dans la capitale polonaise. Les anciens dirigeants nationaux n’arrivent plus à contenir les groupuscules de jeunes qui organisent - sans lésiner sur les moyens - une véritable campagne de dénigrements contre le nouveau Président, aboutissant finalement par un assassinat de ce dernier.  Profondément troublé par l’acte odieux d’un certain Eligiusz Niewiadomski - que Konopczyński considère comme déséquilibré - l’historien qualifie le meurtre de « catastrophe de décembre ».
Dans les années qui suivent, Konopczyński est l’un des partisans les plus fervents d’un accord avec le club politique « Piast ». Travaillant au Sejm durant cinq ans (1922-1927), il siège dans diverses commissions parlementaires : éducation et constitution, sporadiquement dans celle liée au règlement du Sejm, administration, questions militaires, juridiques et affaires étrangères. Il est rapporteur des lois sur l’éducation académique, le droit d’auteur et à la liberté d’association. Il passe à la postérité comme  rapporteur de la loi sur les minorités ethniques, appelée numerus clausus.
Cette question a été longtemps débattue avant le vote, lors de concertations appelées « profs autour d’une tasse de thé ». La décision de soumettre au Parlement polonais le projet de loi appelé numerus clausus, est prise le 14 décembre 1922, lors des débats du club parlementaire de l’Union Nationale-populaire.  Est alors formée une commission, dont font partie: Emil Godlewski, l’abbé Kazimierz Lutosławski, Jan Zamorski, Zofia Sokolnicka et Władyslaw Konopczyński,  afin de « mettre en place un projet de loi garantissant un pourcentage fixe de Polonais dans les écoles supérieures ». Jadwiga Konopczyńska, l’épouse de Władysław, s’oppose à la présence de son mari aux travaux de cette commission, persuadée qu’elle est - à juste titre - que cela pourrait nuire à sa carrière universitaire. Le savant, ne voulant pas rompre la discipline du parti, décide d’être rapporteur du projet  numerus clausus. La discrimination des étudiants d’origine juive n’a pas fait la gloire du professeur - sa propre faculté lui retire son soutien. Le combat pour le numerus clausus se termine par un échec, la plupart des professeurs s’y étant opposé. C’est le résultat de toute une discussion nationale sur la participation de la communauté juive dans la vie universitaire, débat lors duquel des tendances antisémites manifestes sont apparues.
Une étape importante dans les activités politiques de Konopczyński concerne le conflit avec Józef Piłsudski et ses partisans. Le début de la confrontation commence en 1925, quand sur les pages du « Courrier matinal » le Maréchal accuse le Bureau d’histoire militaire du Quartier général - dirigé par le général Marian Kukiel - de falsifier les documents de la guerre polono-bolchévique de 1920. À l’initiative du ministre de la défense, le général Sikorski, Konopczyński est convié, accompagné de Wacław Tokarz, Bronisław Gembarzewski, Stanisław Zakrzewski et du général Leonard Skierski, à former une commission dans le but de vérifier le bien-fondé des accusations. Konopczyński, dans un fascicule édité à part, prouve le manque de fondements des accusations du Maréchal, amoindrissant ainsi sa participation à la guerre polono-bolchévique. La prise de position du professeur provoque d’importants échos dans la presse et lui vaut bon nombre d’ennemis dans les milieux liés au Maréchal, surtout lorsque ce dernier refuse le verdict de la commission et ne cesse d’attaquer le Bureau d’histoire militaire.
Face à ce manque d’équité, car c’est ainsi que l’historien qualifie les actions du Maréchal, Konopczyński répond par une série d’articles. Il avait pris position contre le Maréchal dès 1925, bien avant le coup d’État de celui-ci, sur les pages du « Courrier de Varsovie », en comparant son rôle à celui des hetmans, noblesse polonaise dégénérée du XVIIIe siècle. Le coup de force du Maréchal de mai 1926, signifie pour Konopczyński le début d’une guerre civile, la violation du parlementarisme polonais et l’instauration d’une dictature. De concert avec le cercle de députés nationaux, il persévère « sans fléchir du côté de ceux qui tiennent à la légalité » et rejette les visées autoritaires de Piłsudski. Dans le journal « Tribune de la Nation », maintes fois confisqué, Konopczyński essaye de prouver le rôle mineur qu’a joué Piłsudski durant les combats, lors de l’accession de la Pologne à l’indépendance. Il dépeint le Maréchal comme un politicien pro-allemand, qui, à l’automne 1918, ne représentait alors qu’un faible groupe de civiles et militaires à coloration socialiste. C’est pour cette raison qu’il lui refuse le droit de représenter toute la nation polonaise et de monopoliser le pouvoir de l’État.
En 1926, dans le journal « La voix de la Nation », il compare le coup d’État de mai perpétré par Piłsudski, aux soulèvements des nobles polonais au XVIIe siècle, à savoir, ceux de Mikołaj Zebrzydowski et de Jerzy Sebastian Lubomirski. La Pologne avait alors chèrement payé la première révolte, par la perte des territoires de la Livonie et de l’Estonie, pour Lubomirski, le pays est défait des villes de Kiev et Smolensk. Le professeur ne joue pas au prophète sur les conséquences du coup d’État du Maréchal. Dans un article paru dans « La gazette de Varsovie », il considère l’occupation de Varsovie de mai par les unités mutinées de Piłsudski, comme présentant beaucoup d’analogies avec l’occupation de la capitale par les armées ennemies, durant le démembrement de la Pologne, en 1773. Il prouve aussi, que cette violation a eu lieu juste au moment où le gouvernement et le Parlement ont émergé d’une crise, et traite le Maréchal (appelé aussi Commandant) d’usurpateur s’arrogeant illégalement le pouvoir, et  qui nomme son action  « assainissement ». Konopczyński va aussi essayer, sans succès, d’organiser des actions de protestation dans les universités, afin de dénoncer la destruction des fondements de l’ordre juridique. Mais ces initiatives n’aboutissent pas. Le professeur critique aussi l’intelligentsia, considérant qu’à un moment décisif de l’histoire, elle a déçu les attentes de la société, sa réaction a été craintive, molle, toute prête qu’elle était à abandonner la défense des intérêts nationaux.

## Seconde Guerre mondiale
L’éclatement de la Seconde guerre mondiale est un moment crucial dans la vie de Konopczyński et de sa famille. Le 6 novembre 1939, à la suite de la Sonderaktion Krakau, le savant est arrêté, puis emprisonné à Wrocław, pour ensuite être transféré vers le camp de concentration de Sachsenhausen. Après avoir été renvoyé du camp, à la suite des pressions de savants de renom, Konopczyński s’engage dans l’enseignement clandestin auprès des étudiants de l’université Jagellonne. Grâce à Mieczysław Małecki, dès novembre 1942, il est le responsable des études historiques, toujours dans la clandestinité.
Lors des années d’occupation, les travaux de recherche de Konopczyński s’orientent dans trois directions. La première se rapporte aux vingt années d’indépendance nationale de l’entre-deux-guerres, la seconde est une continuation des recherches sur le XVIIIe siècle, la troisième est directement liée aux événements contemporains, combien douloureux, et consacrée aux réflexions sur la problématique des relations germano-polonaises. Durant les années 1940-1941, grâce au fait d’avoir récupéré sa bibliothèque privée, contenant les interviews de membres actifs de la vie politique durant l’ « assainissement » de Piłsudski, les annuaires des journaux de cette période, recueils des écrits du Maréchal, sténogrammes et imprimés du Parlement polonais, Konopczyński rédige deux volumes saisissant: Piłsudski et la Pologne. L’ensemble compte quelque cinq cents pages et, jusqu’à nos jours, reste sous forme de manuscrit dactylographié.
Il faut ajouter aux travaux sur le XVIIIe siècle, la monographie Premier partage de la Pologne, qui complète deux titres inédits: La Confédération de Bar et Genèse du Conseil Permanent. L’époque du roi Stanislas Poniatowski et la participation de la gent féminine à la Confédération de Bar, sont décrits par Konopczyński  dans un livre voulant populariser l’histoire: Quand les femmes nous gouvernaient. Vu qu’en République populaire de Pologne, le nom du savant était prohibé et censuré, le livre n’a été édité qu’en 1960 à Londres.
La troisième partie des travaux s’intitulent: Frédéric le Grand et la Pologne et La question balte au XXe siècle (1947). Le premier ouvrage est écrit avec passion, et veut démasquer certains faits. Il est chargé d’émotions et malgré son manque de références, présente une grande valeur scientifique; il est toujours une position livresque irremplaçable.   À la monographie se rapportant à La question balte, Konopczyński s’est préparé durant de longues années. Il rédige le volume durant la période de l’entre-deux-guerres et la Seconde guerre mondiale, prévoyant le retour en force de la Pologne sur les côtes de la mer Baltique. 
En parallèle, il écrit des études de moindre format, dont: Courte esquisse de l’histoire de Pologne, Les Confédérations dans l’évolution historique, Histoire de la Livonie et La Pologne lors du premier partage. Parmi les travaux qui renforcent l’infrastructure des sciences historiques, il faut mentionner la Chronologie des assemblées du Sejm polonais (1948), ainsi qu’un manuel de méthodologie de l’histoire: De l’histoire. Durant l’occupation allemande, il met de l’ordre dans son journal personnel, qu’il tient depuis 57 ans, et qui compte près de 7000 pages; il devait s’en servir comme document source pour une autobiographie future.

## En République populaire de Pologne
Après l’entrée de l’Armée Rouge à Cracovie, Konopczyński reprend ses occupations à l’Université Jagellonne. Durant les trois années qui suivent, il préside aux examens universitaires, donne des conférences monographiques et organise des séminaires. Il n’abandonne pas sa collaboration avec le Parti National, entré depuis dans la clandestinité. Il se met à écrire, sous pseudonyme, des articles polémiquant dans la revue nationale clandestine « Combat ». Par chance, il échappe à une arrestation, et reste constamment surveillé par les services de sécurité du nouvel État.
Bien qu’occupant les postes les plus importants dans le milieu des historiens, sa situation professionnelle faiblit, non seulement à cause de ses opinions indépendantes, mais auss,i parce que le ministre de l’éducation, Stanisław Skrzeszewski, a envers lui une appréhension personnelle. Konopczyński observe avec horreur la progression du système totalitaire en Pologne, système envers lequel il ne cache pas son mépris et ne lui ménage aucune critique. Quand on conseille au professeur de faire des compromis et de se soumettre aux dignitaires communistes, Konopczyński déclare le 26 janvier 1946, lors d’une conférence à l’aula de l’université Jagellonne : « On entend dire que la science doit être au service de la vie. Assurément, qu’elle la serve, et même, qu’elle l’illumine par tous les moyens. Mais elle, qu’elle ne soit pas servile ». Ces opinions et une réelle indépendance d’esprit de Konopczyński,  provoque un conflit avec les autorités, qui se mettent à l’évincer par tous les moyens de l’université Jagellonne, de l’Académie polonaise des arts et sciences et de la Société des historiens polonais.
Dès 1947, on commence à orchestrer une campagne de calomnies contre lui, le traitant « d’antisémite zoologique ». Le problème de l’antisémitisme, repris par le ministre Skrzeszewski, est prétexte au limogeage du savant de tous les postes qu’il occupe. En mai, Konopczyński est contraint de démissionner du poste de président de la Société des historiens polonais. Et de citer Konopczyński : « Skrzeszewski n’a pas daigné recevoir ma requête pour un entretien direct et a refusé à la Société (des Historiens) toute aide matérielle, vu qu’un  antisémite zoologique est à sa tête. Tout homme faisant preuve d’intelligence savait que c’était là un non-sens, mais la pierre d’achoppement, était  bien cachée: les milieux dirigeants du pays ont bien gardé en mémoire mes paroles prononcées dans l’aula de l’université Jagellonne, le 26 janvier 1946 ». La nouvelle, selon laquelle le professeur était suspecté d’être un « antisémite zoologique », a eu comme conséquence, dans la nuit du 19 au 20 mai 1947, un grave infarctus.
Après ces événements, d’autres attaques s’ensuivent. Le 31 octobre 1948, la vice-ministre de l’éducation nationale, Eugenia Krassowska, a décidé de mettre le professeur à la retraite. Son appel de cette décision ayant été rejeté, la ministre renvoie les dossiers de l’intéressé au bureau   national des retraités. Konopczyński garde encore l’espoir, que son remplaçant à la chaire universitaire sera Władysław Pociecha, auteur d’une monumentale œuvre historique sur la reine Bona Sforza. Grande est sa surprise, quand il apprend la nomination de Celina Bobińska au poste de directrice de la chaire.
Son dernier exposé, Konopczyński le consacre à Józef Szujski, fondateur de l’École historique de Cracovie. Lors de cette conférence- la salle est pleine à craquer d’étudiants et d’élèves. Ses auditeurs lui ont offert des fleurs. À la fin de l’exposé, regardant la plaque qui commémore la Sonderaktion Krakau, il dit : « Plus est, vous devez garder l’indépendance d’esprit, cette liberté pour laquelle sont morts les professeurs de l’université Jagellonne à Sachsenhausen, et vous devez chercher la vérité, tendre vers la vérité. Ne croyez pas à l’existence d’une vérité liée aux classes sociales, il n’y a que les péchés des classes pour lesquels il faut faire pénitence. Et la vérité, elle, est unique. On va vous parler d’une nouvelle méthode, d’une  «Lux ex Oriente ». Jugez vous-même de la valeur de celle qui est toujours là, qui compte des milliers de volumes et qui soi-disant n’est pas l’Histoire, et cette historiographie marxiste, qui n’est encore pas là et doit advenir ».
L’apogée de la traque envers Konopczyński est son licenciement du poste de rédacteur en chef du Dictionnaire biographique polonais. Les tractations confidentielles du ministre Skrzeszewski avec Jan Dąbrowski, adversaire de Konopczyński, ainsi que la menace de couper les fonds à la maison d’édition, ont provoqué le 17 mai 1947, une rencontre de Konopczyński avec Kazimierz Nitsch et Adam Krzyżanowski, entrevue  des plus dramatiques, après laquelle Konopczyński remet sa démission du poste de rédacteur du dictionnaire. Il a clairement déclaré: « Je démissionne pour des raisons (...) indépendantes, à la demande d’un des partis politiques ».
Les dernières années de sa vie, le professeur a vécu bien des souffrances, cherchant refuge dans la prière et les rencontres avec son ami du collège, le dominicain Jacek Woroniecki. Ce dernier, ainsi que Tadeusz Strumiłło, Jan Obrąpalski, Franciszek Bujak et Stanisław Michalski, viennent rendre visite au professeur, tandis que le reste des élèves et connaissances -  par peur - se sont détourné de lui. On retrouve les traces de cette solitude dans les lettres écrites à sa fille Halina, résidant en Grande Bretagne.
En hiver 1951-1952, l’état de santé de Konopczyński se dégrade fortement et les médecins ne lui donnent que peu de chances d’une amélioration. Le 6 mai 1952, après 160 jours d’alitement, il sort pour la première fois de chez lui pour se promener, ce qu’il fera depuis quotidiennement. En juillet 1952, il considère que l’air de Cracovie ne lui convient plus et après consultations avec le médecin Leon Tochowicz, il part pour Młynik, sa résidence secondaire. Le professeur meurt d’une crise cardiaque, dans la nuit du 12 au 13 juillet 1952 à Młynik. Il sera inhumé à Cracovie au Cimetière Salvatorien.

## Vie privée
En 1911, il se marie à Varsovie avec Jadwiga Lutostańska, sœur de Karol Lutostański (pl), ami de longue date.